# 4e assemblée générale de la Nouvelle-Écosse

La 4e assemblée générale de Nouvelle-Écosse se réunit le 28 mai 1765, tient huit sessions et est dissoute le 2 avril 1770.

## Gouverneur et Conseil
- Gouverneur : Montague Wilmot (en) † 23 mai 1766
  - Lieutenant-gouverneur : vacant
- Administrateur : Benjamin Green (en) a exercé les fonctions de gouverneur par intérim après la mort de Wilmot
- Lieutenant-gouverneur : Michael Francklin - nommé le 23 août 1766, a exercé les fonctions de gouverneur par intérim jusqu'à l'arrivée de Campbell
- Gouverneur : Lord William Campbell - nommé le 27 novembre 1766
  - Lieutenant-gouverneur : Michael Francklin

## Chambre de l'Assemblée

### Officiers
- Président de l'Assemblée législative : William Nesbitt (en) du comté d'Halifax
- Greffier de l'Assemblée : Isaac Deschamps (en) de Falmouth

### Répartition des sièges
Un arrêté du 30 janvier 1765 répartit les 27 sièges comme suit :
- 4 sièges : Halifax ;
- 2 sièges chacun : Annapolis, Lunenburg, Kings, Cumberland, Queens et Halifax ;
- 1 siège chacun : Horton, Cornwallis, Falmouth, Cumberland, Granville, Annapolis, Lunenburg, Liverpool, Onslow, Truro, et Newport.

Pendant cette assemblée, le comté de Sunbury est créé avec 2 sièges ainsi que les cantons de Londonderry, Sackville, Yarmouth et Barrington avec 1 siège chacun, portant le total à 33 sièges.

### Membres
- Comté d'Annapolis
  - Joseph Winniett (en)
  - John Harris (en)
- Township d'Annapolis
  - Jonathan Hoar (en)
- Township de Barrington
  - Francis White - élu le 24 mars 1766, prend ses fonctions le 1er juillet 1767. Son siège est déclaré vacant le 8 novembre 1769.
- Comté de Cap-Breton
  - première élection partielle, décret émis le 16 décembre 1765, rendu le 21 mars 1766. L'élection est déclarée invalide le 14 juin 1766 en raison du nombre insuffisant de propriétaires. Les deux membres élus ne siégeront jamais.
    - Gregory Townshend
    - John Grant
- Township de Cornwallis
  - John Burbidge (en)
- Comté de Cumberland
  - Benoni Danks - prend ses fonctions le 21 juin 1766
  - Gamaliel Smethurst
- Township de Cumberland
  - Josia Troop - a participé, siège déclaré vacant le 8 novembre 1769
- Township de Falmouth
  - Isaac Deschamps (en)
- Township de Granville
  - Henry Munroe (en) - démissionne le 21 juin 1768.
    - John Hicks (en) - élu, prend ses fonctions le 31 octobre 1768.
- Comté d'Halifax
  - William Nesbitt (en)
  - Benjamin Gerrish (en) - démissionne le 27 juin 1768, après avoir été nommé au Conseil.
    - John Fillis (en) - élu, prend ses fonctions le 22 octobre 1768.

  - John Butler (en)
  - William Best (en)
- Township d'Halifax
  - Charles Procter (en)
  - Richard Wenman
- Township d'Horton
  - William Welch - a participé, le siège est déclaré vacant le 1er août 1767.
    - Charles Dickson (en) - élu le 28 septembre 1767, prend ses fonctions le 18 juin 1768.
- Comté de Kings
  - Winckworth Tonge (en)
  - Charles Morris (en)
- Township de Liverpool
  - Elisha Freeman (en) - a participé, démissionne en raison de son âge le 19 octobre 1767.
    - Ephraim Dean (en) - élu le 17 août 1768, mais l'élection est contestée le 28 octobre 1768. N'a pas siégé.
- Township de Londonderry
  - Alexander McNutt (en) - élu le 26 octobre 1767, siège déclaré vacant le 8 novembre 1769.
- Comté de Lunenburg
  - Joseph Pernette (en)
  - Philip Augustus Knaut (en)
- Township de Lunenburg
  - Archibald Hinshelwood (en)
- Township de Newport
  - John Day (en) - a participé, siège vacant en 1769, mais le journal n'en fait pas mention. D'autres sources indiquent qu'il est parti pour Philadelphie.
    - Henry Denny Denson (en) - élu le 7 octobre 1769, prend ses fonctions le 16 octobre 1769.
- Township d'Onslow
  - James Brenton (en)
- Comté de Queens
  - William Smith (en)
  - Simeon Perkins (en) - siège déclaré vacant en juillet 1766.
    - John Doggett (en) - élu le 17 août 1768.
- Township de Sackville
  - Benjamin Mason - élu en 1766, prend ses fonctions le 27 octobre 1766, siège déclaré vacant le 8 novembre 1769
- Comté de Sunbury
  - Beamsley Perkins Glasier - élu le 30 mai 1765 mais n'a jamais occupé son siège.
  - Thomas Falconer - élu le 30 mai 1765 mais n'a jamais occupé son siège.
    - Richard Shorne - élu le 20 septembre 1768
    - Phineas Nevers - élu le 20 septembre 1768
- Township de Truro
  - Charles Morris (en) - élu aux sièges du comté de Kings et de Truro, renonce à ce siège.
    - David Archibald (en) - élu le 19 février 1766, prend ses fonctions le 5 juin 1766.
- Township de Yarmouth
  - Malachy Salter (en) - élu, prend ses fonctions le 24 octobre 1766, n'assiste plus aux séances après 1768.

Note : Sauf indication contraire, les membres ont été élus lors des élections générales et ont pris place lors de la convocation de l'assemblée.